# さぎの宮駅
さぎの宮駅（さぎのみやえき）は、静岡県浜松市中央区大瀬町にある遠州鉄道鉄道線の駅である。駅番号はET09。

## 歴史

### 駅名の由来
旧駅名の「共同」の由来は諸説あり、当駅が浜名郡積志村大字下大瀬と大字有玉の境界上に設置され、両地区が共同で使う駅として付けられたという説がある。そのほか、当時の下大瀬地区と有玉地区が共同で駅の設置を請願したことや、両地区の住民が積志講社で積み立てた積立金（共同金）で駅の設置費用を工面した事が駅名の由来とも言われる。
現在の駅名である「さぎの宮」は駅周辺の八坂神社にちなむ。八坂神社の森にはたくさんの鷺が舞い降りたことから、いつしか八坂神社は「鷺宮」や「鷺宮神社」と呼ばれるようになり、これが駅名の由来でもあるとされる。
地名としての表記は通常、鷺宮または鷺ノ宮であるが、遠州鉄道ではバス・電車とも難読漢字などはひらがなで表記しており、当駅もその範疇である。

### 年表
- 1909年（明治42年）12月6日：大日本軌道浜松支社の共同駅として開業。
- 1919年（大正8年）10月12日：会社譲渡により、遠州軌道（のちに遠州鉄道）の駅となる。
- 1923年（大正12年）4月1日：遠州共同駅に改称。
- 1966年（昭和41年）4月1日：さぎの宮駅に改称。
- 1972年（昭和47年）10月1日：遠州新村駅と統合されたことで、北に100m移転。
- 1984年（昭和59年）4月1日：早朝、深夜無人となる[1]。

## 駅構造
島式ホーム1面2線の地上駅。直営駅であり、駅舎がある。道路からは地下道経由で駅舎と連絡している。駅そのものは道路より若干高い位置にある。
西側ホームを使用するが、新浜松方面行きの一部列車は東側ホームに停車する列車もある。
駐輪場（収容台数650台）は駅の東西どちらも線路沿いにありわかりやすい。東側に送迎用の駐車場と反転地兼用のスペースがある。西側には送迎用の場所も反転地も無い。どちらも車1台分がようやく通れる道幅である。

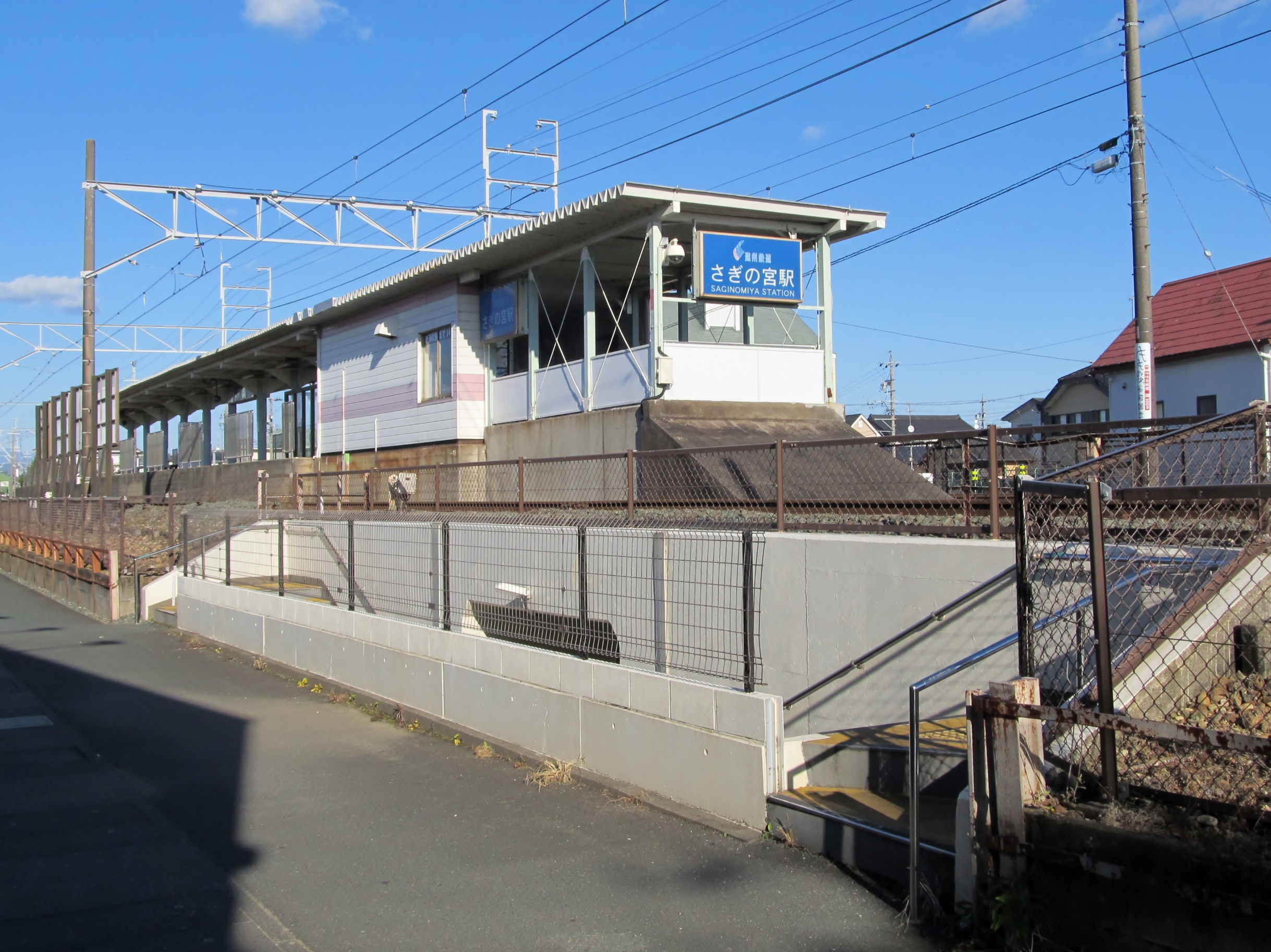
西側出入口
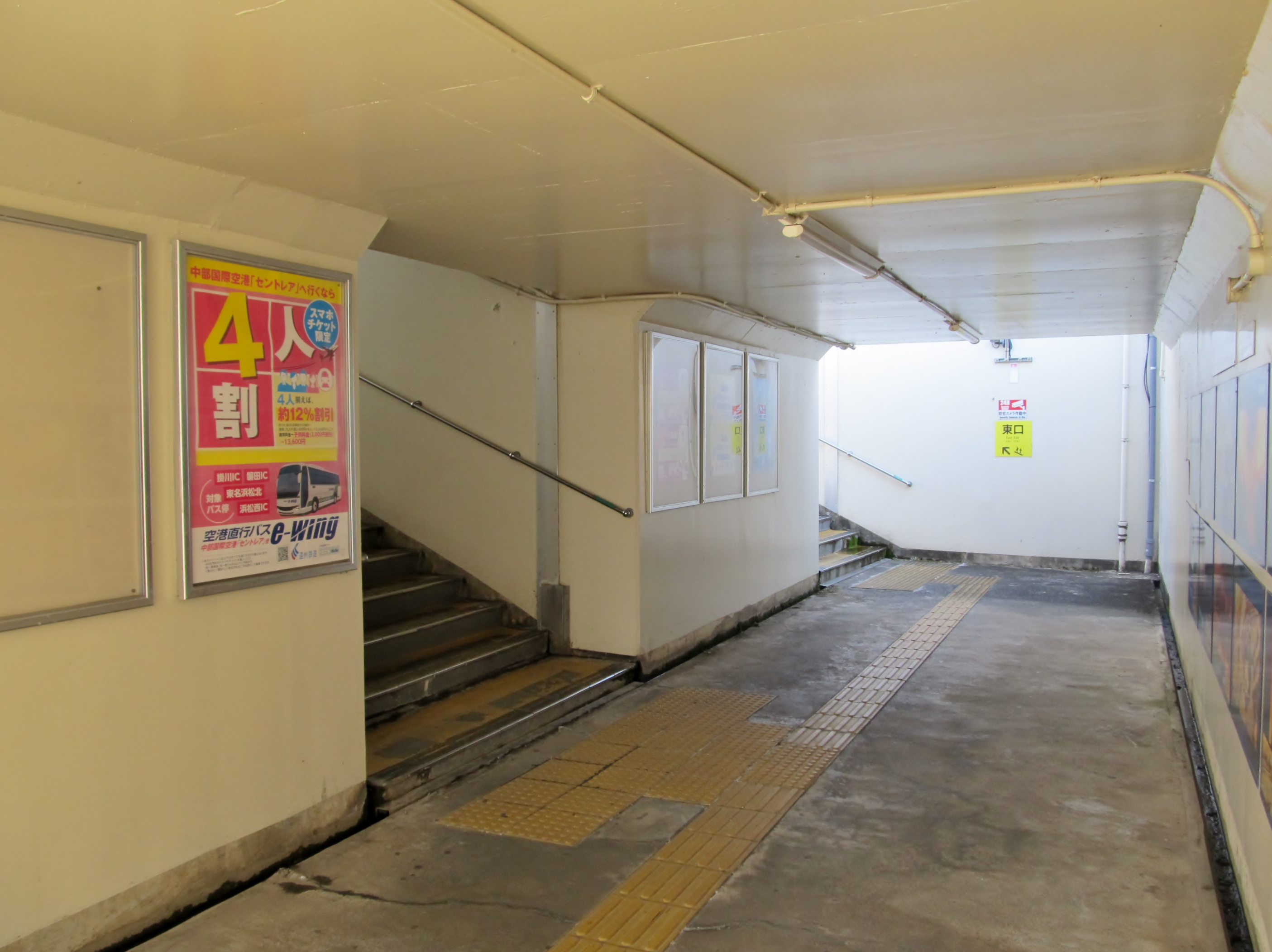
地下道
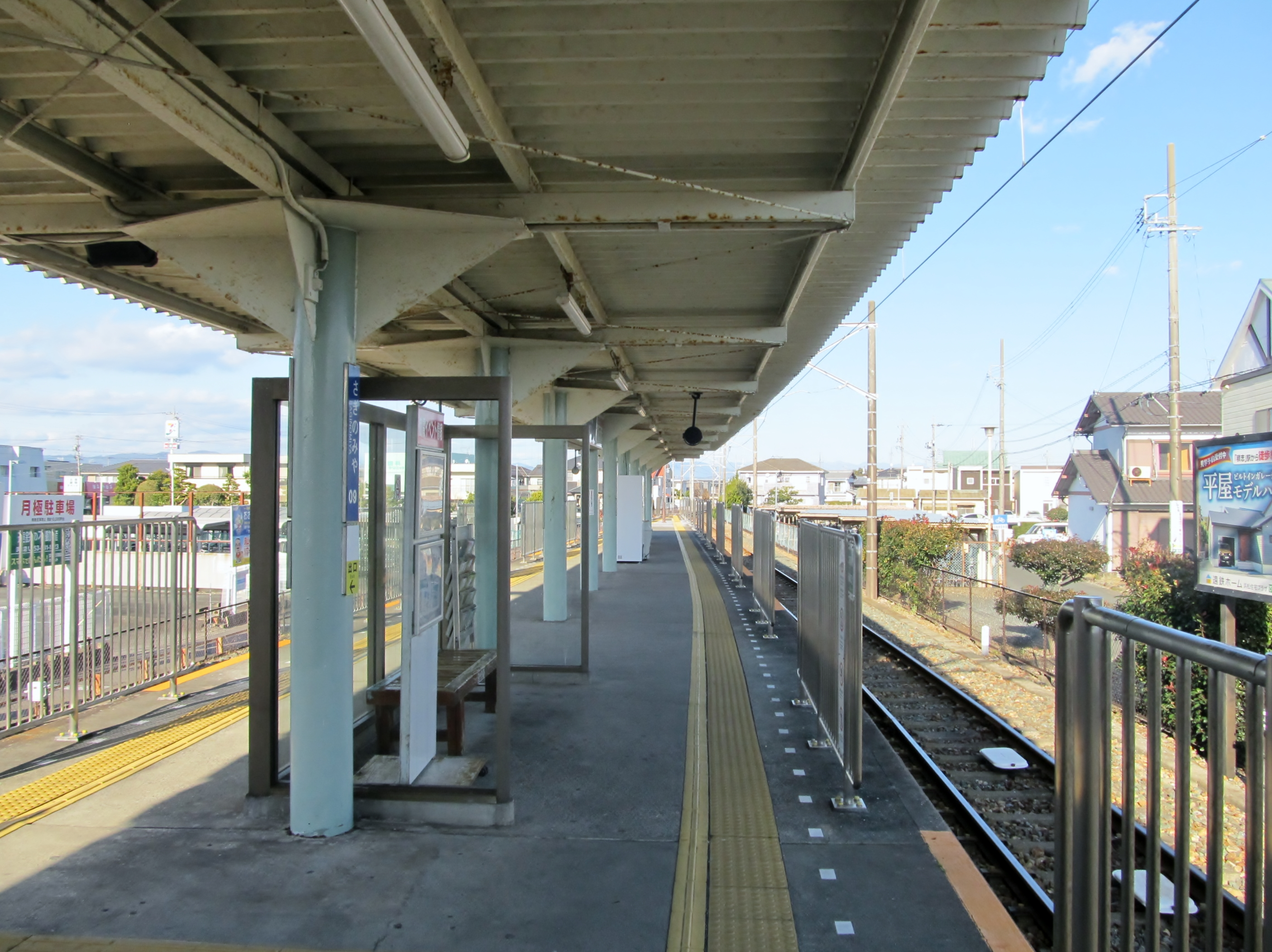
ホーム
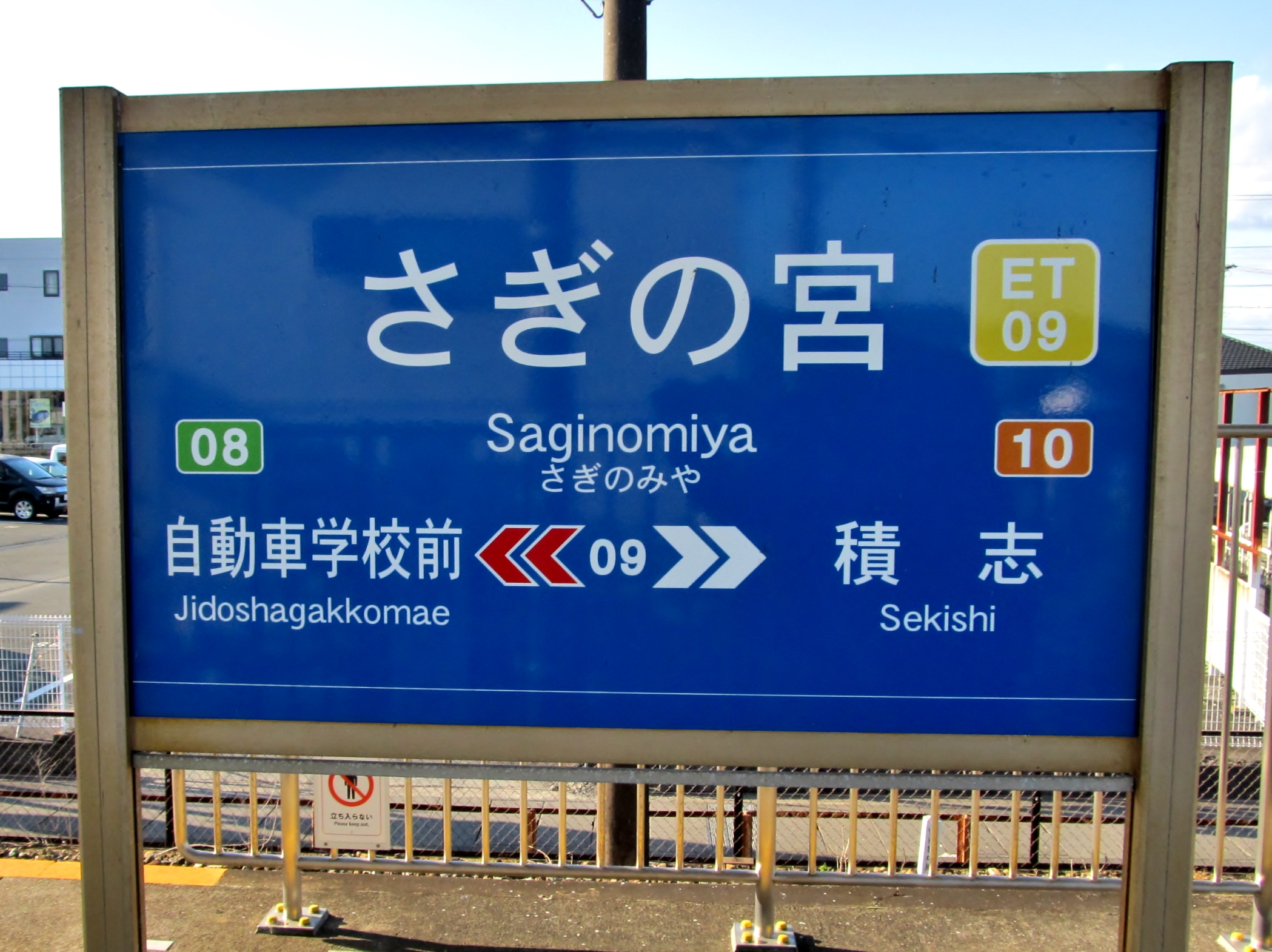
駅名標

### のりば
| ホーム | 路線            | 方向 | 行先             | 備考                       |
| ------ | --------------- | ---- | ---------------- | -------------------------- |
| 西側   | ■遠州鉄道鉄道線 | 上り | 曳馬・新浜松方面 | 上下線とも西側ホームを使用 |
| 西側   | ■遠州鉄道鉄道線 | 下り | 浜北・西鹿島方面 | 上下線とも西側ホームを使用 |
| 東側   | ■遠州鉄道鉄道線 | 上り | 曳馬・新浜松方面 | 上り線の一部列車のみ       |

## 利用状況
2019年度（令和元年度）の乗車人員は419,943人（全18駅中9位）、降車人員は413,138人（同9位）である。主として通学・通勤用に利用される。
1980年度（昭和55年度）以降の乗車人員および降車人員は次の表のとおりである。
| 年間の乗車人員・降車人員の推移 | 年間の乗車人員・降車人員の推移 | 年間の乗車人員・降車人員の推移 | 年間の乗車人員・降車人員の推移 |
| 年度                           | 遠州鉄道                       | 遠州鉄道                       | 出典・備考                     |
| 年度                           | 乗車人員                       | 降車人員                       | 出典・備考                     |
| ------------------------------ | ------------------------------ | ------------------------------ | ------------------------------ |
| 1980年度（昭和55年度）         | 340,816 人                     | 348,381 人                     | [ 3 ]                          |
| 1981年度（昭和56年度）         | 332,130 人                     | 350,078 人                     | [ 4 ]                          |
| 1982年度（昭和57年度）         | 314,508 人                     | 332,933 人                     | [ 5 ]                          |
| 1983年度（昭和58年度）         | 301,442 人                     | 302,256 人                     | [ 6 ]                          |
| 1984年度（昭和59年度）         | 299,054 人                     | 297,826 人                     | [ 7 ]                          |
| 1985年度（昭和60年度）         | 308,221 人                     | 310,530 人                     | [ 8 ]                          |
| 1986年度（昭和61年度）         | 325,217 人                     | 325,127 人                     | [ 9 ]                          |
| 1987年度（昭和62年度）         | 339,133 人                     | 337,276 人                     | [ 10 ]                         |
| 1988年度（昭和63年度）         | 349,828 人                     | 351,676 人                     | [ 11 ]                         |
| 1989年度（平成元年度）         | 348,167 人                     | 347,055 人                     | [ 12 ]                         |
| 1990年度（平成2年度）          | 348,206 人                     | 345,497 人                     | [ 13 ]                         |
| 1991年度（平成3年度）          | 364,627 人                     | 357,489 人                     | [ 14 ]                         |
| 1992年度（平成4年度）          | 368,893 人                     | 363,449 人                     | [ 15 ]                         |
| 1993年度（平成5年度）          | 364,462 人                     | 358,012 人                     | [ 16 ]                         |
| 1994年度（平成6年度）          | 366,553 人                     | 360,948 人                     | [ 17 ]                         |
| 1995年度（平成7年度）          | 369,223 人                     | 363,139 人                     | [ 18 ]                         |
| 1996年度（平成8年度）          | 377,426 人                     | 369,709 人                     | [ 19 ]                         |
| 1997年度（平成9年度）          | 353,664 人                     | 344,170 人                     | [ 20 ]                         |
| 1998年度（平成10年度）         | 362,254 人                     | 349,812 人                     | [ 21 ]                         |
| 1999年度（平成11年度）         | 347,245 人                     | 338,356 人                     | [ 22 ]                         |
| 2000年度（平成12年度）         | 344,595 人                     | 334,451 人                     | [ 23 ]                         |
| 2001年度（平成13年度）         | 345,943 人                     | 333,758 人                     | [ 24 ]                         |
| 2002年度（平成14年度）         | 344,515 人                     | 337,079 人                     | [ 25 ]                         |
| 2003年度（平成15年度）         | 353,928 人                     | 347,608 人                     | [ 26 ]                         |
| 2004年度（平成16年度）         | 386,521 人                     | 346,691 人                     | [ 27 ]                         |
| 2005年度（平成17年度）         | 351,198 人                     | 342,863 人                     | [ 28 ]                         |
| 2006年度（平成18年度）         | 357,990 人                     | 348,602 人                     | [ 29 ]                         |
| 2007年度（平成19年度）         | 372,273 人                     | 359,509 人                     | [ 30 ]                         |
| 2008年度（平成20年度）         | 369,560 人                     | 357,957 人                     | [ 31 ]                         |
| 2009年度（平成21年度）         | 355,708 人                     | 348,587 人                     | [ 32 ]                         |
| 2010年度（平成22年度）         | 362,399 人                     | 352,839 人                     | [ 33 ]                         |
| 2011年度（平成23年度）         | 360,954 人                     | 356,161 人                     | [ 34 ]                         |
| 2012年度（平成24年度）         | 385,700 人                     | 376,608 人                     | [ 35 ]                         |
| 2013年度（平成25年度）         | 383,301 人                     | 374,007 人                     | [ 36 ]                         |
| 2014年度（平成26年度）         | 385,273 人                     | 374,916 人                     | [ 37 ]                         |
| 2015年度（平成27年度）         | 399,878 人                     | 390,700 人                     | [ 38 ]                         |
| 2016年度（平成28年度）         | 406,624 人                     | 397,230 人                     | [ 39 ]                         |
| 2017年度（平成29年度）         | 415,418 人                     | 409,858 人                     | [ 40 ]                         |
| 2018年度（平成30年度）         | 418,064 人                     | 411,543 人                     | [ 41 ]                         |
| 2019年度（令和元年度）         | 419,943 人                     | 413,138 人                     | [ 2 ]                          |

## 駅周辺
駅周辺部西側は有玉北町（ありたまきたまち）、駅を含む東側は大瀬町（おおせちょう）である。駅東側を電車と併走する二俣街道沿いにはいくつかの商店がある。
駅西側は、有玉北町の中でも新村（しんむら）と呼ばれる集落である。さらにその先には有玉台や半田山などの新興住宅地があり、自転車で通う人たちや車で送迎してもらう人も多い。
駅東側は、大瀬町の中では大瀬西と呼ばれる古くからの集落がある。そこからのどかな田園をはさんで鷺宮（さぎのみや）神社（八坂神社）がある。この神社から先に鷺宮団地が広がる。鷺宮神社では毎年8月14日・15日に大祭が催される。
下大瀬中・下大瀬西・栩ノ木の3つの集落に分かれ自らの手で行う打ち上げ花火、仕掛花火、手筒花火が見物である。神社のすぐ裏手に広がる水田を利用した花火の打ち上げ場所は花火会場としては絶好と言える。
このように周辺にいくつかの住宅地を抱えるため、駅周辺のひなびた様子の割に駅利用者そのものは比較的多い。駅東側をしばらく西方向に進むと国道152号（飛龍街道）がある。近年開発が進んだこの通りには飲食店が立ち並ぶ。
また、2022（令和4年）、さぎの宮駅の西側にマツモトキヨシが開店したおかげで駅周辺の活性化が期待されるようになった。

## 隣の駅
遠州鉄道
■ET 鉄道線
自動車学校前駅（ET08） - さぎの宮駅（ET09） - （(廃)遠州新村駅） - 積志駅（ET10）